# Vila Seca (Armamar)
Vila Seca is een plaats (freguesia) in de Portugese gemeente Armamar en telt 483 inwoners (2001).